# Mountain Pine (Arkansas)
Mountain Pine es una ciudad ubicada en el condado de Garland en el estado estadounidense de Arkansas. En el Censo de 2010 tenía una población de 770 habitantes y una densidad poblacional de 168,82 personas por km².

## Geografía
Mountain Pine se encuentra ubicada en las coordenadas 34°34′11″N 93°10′17″O / 34.56972, -93.17139. Según la Oficina del Censo de los Estados Unidos, Mountain Pine tiene una superficie total de 4.56 km², de la cual 4.53 km² corresponden a tierra firme y (0.74%) 0.03 km² es agua.

## Demografía
Según el censo de 2010, había 770 personas residiendo en Mountain Pine. La densidad de población era de 168,82 hab./km². De los 770 habitantes, Mountain Pine estaba compuesto por el 74.16% blancos, el 20.39% eran afroamericanos, el 1.17% eran amerindios, el 0.52% eran asiáticos, el 0% eran isleños del Pacífico, el 1.43% eran de otras razas y el 2.34% pertenecían a dos o más razas. Del total de la población el 3.25% eran hispanos o latinos de cualquier raza.